# Sangre atávica
Sangre atávica es una obra dramática de la escritora Gloria Elena Espinoza de Tercero.

## Desarrollo
En ella se relee la historia de Nicaragua desde un proceso histórico que, arrancando en el anuncio apocalíptico de los dioses indígenas, redinamiza la interpretación de la conquista española desde el arquetipo de una violencia constitutiva de la sociedad nicaragüense. Estructuralmente hablando, la acción se encuadra dentro de un sueño ficticio.  Inicialmente el intenso diálogo teatral se transparenta por medio de un sueño sombrío: el sueño de un cosmos y la visión del mundo precolombino en Nicaragua, que se desvanecen ante los actos violentos de la Conquista, los cuales prosiguen al despertar de esta “realidad” punzante en la historia contemporánea de la nación.
Ante un universo carente de sentido y unidad, como lo fue la colonización española en América en general, y particularmente en Nicaragua, la invención de la autora exhibe un desfile de personajes típicos, que con sus vestuarios originales y la plácida presencia de la música hispana, recorren el pasado nacional y nos adentran en muchos momentos en la absurdidad del sujeto humano. De allí que el atavismo de la sangre, permeable en el texto, apunta, hasta cierto sentido, a la tendencia de integrar a seres recién fallecidos con la reaparición histórica de personajes muertos y de sus descendientes. Por esta razón, lo onírico, lo fantasmal y lo indefinido constituyen un nexo primordial en el contrapunteo histórico, y crean “una conciencia contestataria y opositora emergente de nociones imperiales preexistentes de la condición subalterna”.
Comprobamos así, que el teatro se convierte en un dispositivo de la desautomatización de la percepción cotidiana (profana) para alcanzar la percepción de lo invisible y lo inefable. Ello no obsta para que la escritora se sirva también de algunos aspectos del drama moderno, como el Realismo semántico, pues todos los niveles de la pieza Sangre atávica están atravesados por el objetivo de exponer una tesis, esto es una predicación sobre el mundo social de su país, resultado de su examen del campo histórico social y sus imaginarios, con vistas a modificar su realidad.